# Kresy Tarnopol
WCKS Kresy Tarnopol – polski klub piłkarski z siedzibą w Tarnopolu.

## Historia
Chronologia nazw:
- 1907: I. T.K.S. [I–szy Tarnopolski Klub Sportowy] Kresy
- 1914: działalność zawieszona
- 1921: I. T.K.S. [I–szy Tarnopolski Klub Sportowy] Kresy
- 1931: W.C.K.S. [Wojskowo-Cywilny Klub Sportowy] Kresy Tarnopol – po fuzji z WKS 54 pp Tarnopol
- 1944: klub rozwiązano

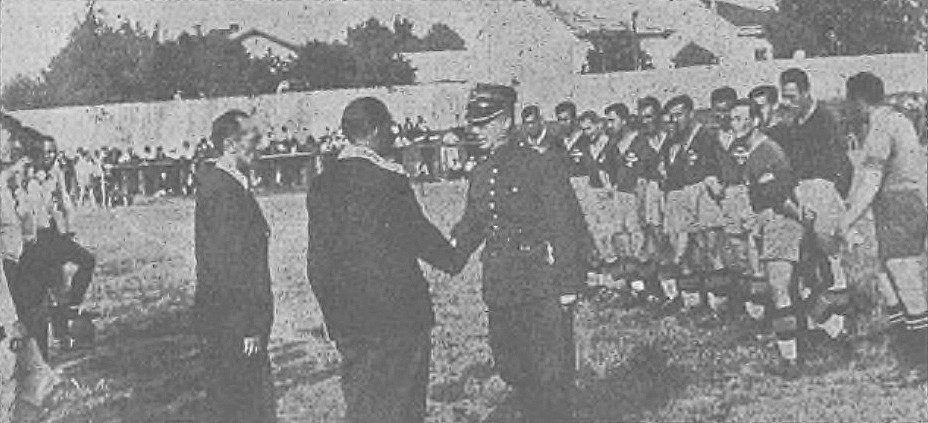
Kresy Tarnopol - Janina Złoczów (1937)

W czasie wakacji szkolnych w 1907 z inicjatywy Kulikowskiego wspartego entuzjazmem ucznia C. K. I Gimnazjum w Tarnopolu, Jana Misiewicza powstał klub piłki nożnej o nazwie Kresy, ujęty w ramy organizacyjne przez prof. Aleksandra Medyńskiego, pierwszego przewodniczącego. Pod koniec roku szkolnego 1910/1911 w klubie trenowało 90 zawodników, podzielonych na 8 drużyn, zaś pierwszy zespół rozgrywał mecze z ekipami z innych miast. Pełna nazwa klubu brzmiała: I-szy Tarnopolski Klub Sportowy Kresy.
Ustaliwszy nazwę klubu postarano się o odznakę. Został nią "balon" (piłka), przepasany wstęgą z napisem "Kresy". Następnie zmieniono koszulki z czerwonych na białe w czarne pasy. Spodenki były czarne, no i wreszcie prawdziwe buty piłkarskie.
Na początku w mieście nie było przeciwników i rywalizowali pomiędzy sobą trzy drużyny "Kresów". Dopiero jesienią 1908 r. nastąpiła pewna poprawa sytuacji, gdy na terenie tarnopolskim powstały wreszcie dwa nowe kluby. Wychowankowie bursy Towarzystwa Szkoły Ludowej założyli sobie drużynę piłki nożnej. W ślad za nimi poszli uczniowie ruskiego gimnazjum zrzeszając się w klubie Podilla Tarnopol. Pierwszy w historii sportu tarnopolskiego mecz piłki nożnej został rozegrany w dniu 21 sierpnia 1909 r. między "Kresami" a "Podilla", w którym kresowianie wygrali 4:1. Zawody odbywały się na boisku za Parkiem Miejskim (dziś na tym miejscu Stadion Miejski w Tarnopolu). W 2010 r. zmieniono barwy na blado-czerwono-niebieskie. W czasie wakacji szkolnych odeszli uczniowie Żydzi, którzy utworzyli własny klub "Jehuda", powiększając w ten sposób liczbę klubów sportowych w Tarnopolu. Istniały więc w tym czasie następujące kluby: "Kresy" jako klub uczniów gimnazjalnych I-szego gimnazjum. Bursa T.S.L. wychowanków bursy. Podilla uczniów gimnazjum ruskiego. Jehuda uczniów szkól średnich, uważających się za Żydów (cześć Żydów z Belemerem na czele pozostała wierna barwom "Kresów") i Zoria, złożona z wychowanków Bursy Ruskiej. Wciąż w 1910 odbyło się szereg spotkań "Kresów" zarówno z miejscowymi klubami jak leż z drużynami ze Złoczowa, Stryja, Stanisławowa, Lwowa i, nie bliskimi przecież, Czerniowcami. W 1914 w związku z rozpoczęciem I wojny światowej klub przestał istnieć. Od 1917 odbywały się sporadyczne mecze "Kresów".
Dopiero w 1921 przybył do Tarnopola Władysław Szucki, który przy pomocy Adama Freya i Jacyszyna założył własnym sumptem klub piłki nożnej nazywając go Jutrzenka. Żołnierze 54 pp. stacjonującego w Tarnopolu, zaczęli również w tym czasie grać w piłkę nożną, pod kierownictwem st.sierżanta Tadeusza Kiełbusiewicza. Z początkiem sierpnia 1921 doszło do spotkania tych dwóch drużyn. Wygrali wojskowi w stosunku 1:0. Był to pierwszy mecz piłkarski w Tarnopolu w odrodzonej Polsce. Zgalwanizował on byłych członków "Kresów" w osobach Freya, Wrony, Jaszczyszyna i innych do tego stopnia, że postanowili wznowić działalność "Kresów". Przy pomocy Szuckiego doszło do fuzji z "Jutrzenką" i w dniu 2 lipca 1921 r. odbyło się zebranie, na którym powołano do życia "Kresy". Na czele zarządu stanął komisarz rządowy miasta dr Włodzimierz Lenkiewicz. Na walnym zgromadzeniu uchwalono przystąpienie do LOZPN (Lwowski Okręgowy Związek Piłki Nożnej), który zaliczył "Kresy" do Klasy B, a drugą drużynę do Klasy C.
W 1922 rozpoczęły się mistrzostwa, w których "Kresy" omal nie zdobyły mistrzostwa swojej grupy. W 1924 zespół zdobył mistrzostwo swojej grupy. W kwietniu 1928 r. powstaje tarnopolski podokręg dla rozgrywek w klasie B i C.
Początkiem nowej ery w życiu i działalności "Kresów" był dzień 11  maja 1931. W tym dniu nastąpiło połączenie dwóch klubów: 54 ppsk i "Kresów" w jeden klub pod nazwą Wojskowo-Cywilny Klub Sportowy Kresy.
W 1934 kierownictwo sekcji piłki nożnej obejmuje por. Domaradzki Stefan, dawny piłkarz. Na treningach wyciskał ostatnie poty z piłkarzy. Kuracja przyniosła w efekcie zwyżkę formy, w ślad za czym przyszło zwycięstwo w mistrzostwach Podokręgu Piłki Nożnej i wejścia do klasy A. W 1936 piłkarska drużyna zdobyła drugie miejsce w rozgrywkach A–klasy. Najbliżej awansu na zaplecze Ekstraklasy Kresy Tarnopol były w 1937 – w półfinałowym dwumeczu eliminacji pokonały Białego Orła Lwów 4:3 i 4:1, lecz w finale, po trzech meczach (gdyż dwumecz nie przyniósł roztrzygnięcia), musiały uznać wyższość Junaka Drohobycz.
Przy klubie powstają następujące sekcje: bokserska, wioślarska, pływacka, szermierska, gimnastyczna, lekkoatletyczna, hokeja na lodzie, narciarska, kolarska, kajakarska, strzelecka, siatkarska i koszykarska.
We wrześniu 1939, kiedy wybuchła II wojna światowa, klub zaprzestał działalność. W 1941 roku wznowił występy piłkarskie, a w 1944 został rozwiązany przez bolszewików.

## Sukcesy
- Wicemistrzostwo A-klasy Podokręgu Tarnopolskiego: 1935

## Poszczególne sezony

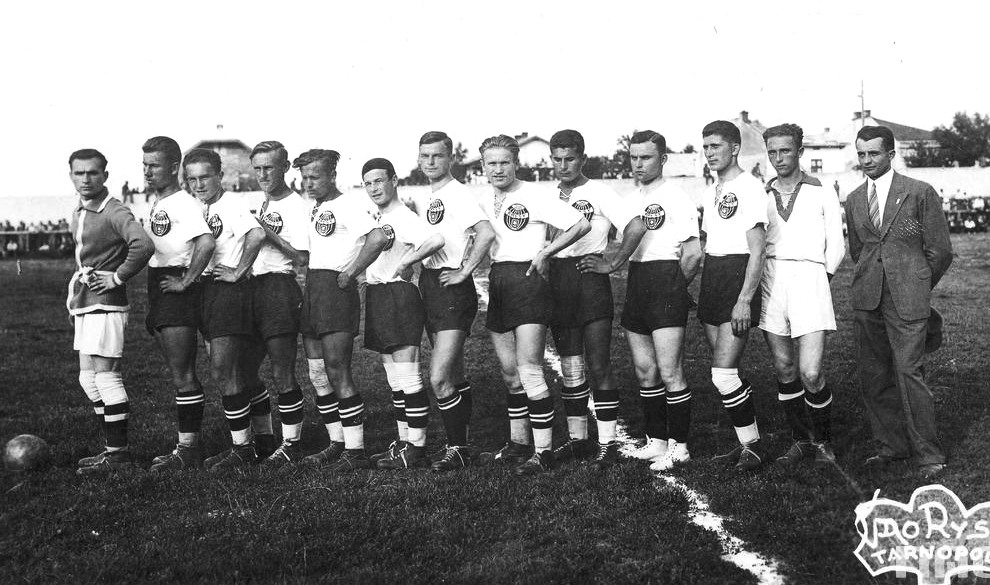
Drużyna Kresów Tarnopol w 1934

| Sezon     | Rozgrywki ligowe | Rozgrywki ligowe                   | Rozgrywki ligowe | Uwagi                                             |
| Sezon     | Liga             | Liga                               | Miejsce          | Uwagi                                             |
| --------- | ---------------- | ---------------------------------- | ---------------- | ------------------------------------------------- |
| 1922      | III              | Klasa B (gr. Stanisławów-Tarnopol) |                  |                                                   |
| 1923      | III              | Klasa B (gr. Stanisławów-Tarnopol) |                  |                                                   |
| 1924      | III              | Klasa B (gr. Stanisławów-Tarnopol) |                  |                                                   |
| 1925      | III              | Klasa B (gr. Stanisławów-Tarnopol) |                  |                                                   |
| 1926      | III              | Klasa B (gr. Tarnopol)             |                  |                                                   |
| 1927      | brak danych      | brak danych                        | brak danych      | brak danych                                       |
| 1928      | III              | Klasa B (gr. Tarnopol)             |                  |                                                   |
| 1929      | brak danych      | brak danych                        | brak danych      | brak danych                                       |
| 1930      | brak danych      | brak danych                        | brak danych      | brak danych                                       |
| 1931      | III              | Klasa B (gr. Tarnopol)             |                  |                                                   |
| 1932      | III              | Klasa B (gr. Tarnopol)             |                  |                                                   |
| 1933      | brak danych      | brak danych                        | brak danych      | brak danych                                       |
| 1934      | brak danych      | brak danych                        | brak danych      | brak danych                                       |
| 1935      | III              | Klasa A (gr. Tarnopol)             |                  |                                                   |
| 1936      | brak danych      | brak danych                        | brak danych      | brak danych                                       |
| 1936/1937 | III              | Klasa A (gr. Tarnopol)             | 1                | zwycięstwo w półfinale i porażka w finale Klasy A |
| 1937/1938 | III              | Klasa A (gr. Tarnopol)             |                  |                                                   |
| 1938/1939 | III              | Klasa A (gr. Tarnopol)             |                  |                                                   |
| 1939/1940 | brak danych      | brak danych                        | brak danych      | brak danych                                       |

## Prezesi klubu
- Aleksander Medyński (1907–1913)
- dr Włodzimierz Lenkiewicz (1921–1927)
- płk Władysław Langner (1928–1929)
- płk Wacław Piekarski (1930–1937)